# Irlande au Concours Eurovision de la chanson 1970
L'Irlande a participé au Concours Eurovision de la chanson 1970 à Amsterdam, aux Pays-Bas. C'est la 6e participation et la 1re victoire de l'Irlande au Concours Eurovision de la chanson.
Le pays est représenté par la chanteuse Dana et la chanson All Kinds of Everything qui ont été sélectionnées au moyen d'une finale nationale organisée par la Raidió Teilifís Éireann (RTÉ).

## Sélection
La Raidió Teilifís Éireann organise une finale nationale, pour sélectionner l'artiste et la chanson qui représenteront l'Irlande au Concours Eurovision de la chanson 1970.
La finale nationale, présentée par Brendan O'Reilly (en), a eu lieu le 1er mars 1970 aux studios RTÉ à Dublin.
Huit chansons ont participé à la finale nationale. Dana a précédemment participé à la finale nationale irlandaise de 1969, ayant terminé à 2e place. Anna McGoldrick et Tony Kenny ont tous deux également participé à la finale nationale irlandaise de 1968. 
Dana obtient 23 points avec sa chanson All Kinds of Everything et remporte la finale nationale.

### Finale nationale
| Ordre | Artiste                   | Chanson                    | Traduction                        | Langue    | Points | Place |
| ----- | ------------------------- | -------------------------- | --------------------------------- | --------- | ------ | ----- |
| 1     | Anna McGoldrick           | Dá sheolfainn an domhan    | Si je pouvais naviguer le monde   | Irlandais | -      | -     |
| 2     | John McNally              | An Irish Love              | Un amour irlandais                | Anglais   | 9      | 3     |
| 3     | Pat and Jean              | Cé'n fáth ná graíonn tú mé | Pourquoi ne m'aimes-tu pas ?      | Irlandais | 0      | 8     |
| 4     | We 4                      | D'imigh an ghrian          | Le soleil est parti               | Irlandais | 5      | 4     |
| 5     | Maxi, Dick and Twink (en) | Things You Hear About Me   | Les choses que tu entends sur moi | Anglais   | 14     | 2     |
| 6     | Dana                      | All Kinds of Everything    | Toutes sortes de choses           | Anglais   | 23     | 1     |
| 7     | Tony Kenny                | No Time Like Summertime    | Pas d'époque comme l'été          | Anglais   | -      | -     |
| 8     | Tony O'Leary              | She Meant Everything       | Elle voulait tout dire            | Anglais   | -      | -     |

## À l'Eurovision

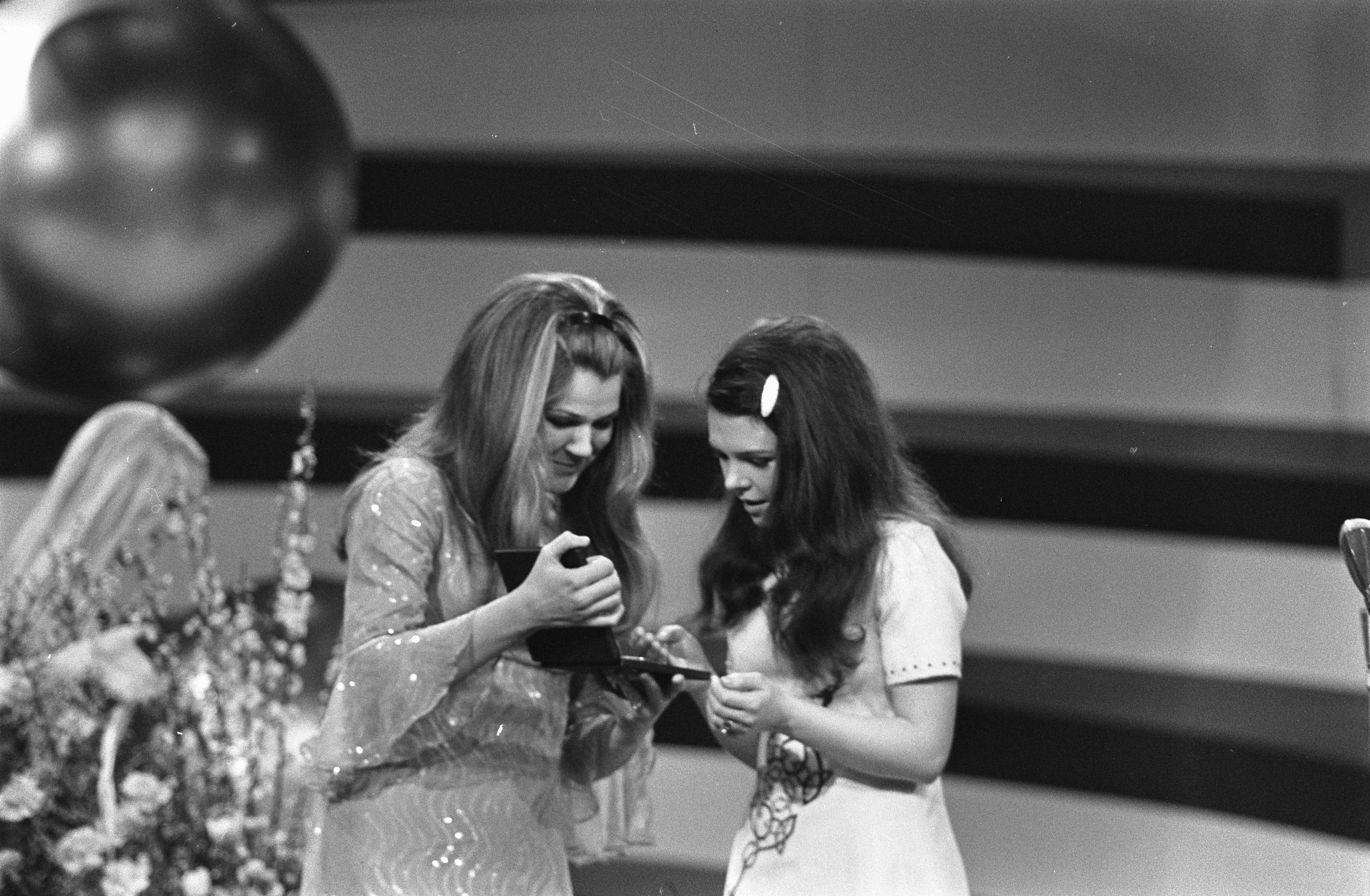
Lenny Kuhr (à gauche), la gagnante néerlandaise de l'année précédente (l'une des quatre participants vainqueurs de 1969), remet la médaille du grand-prix de l'Eurovision à Dana.

Chaque pays avait un jury de dix personnes. Chaque juré attribuait un point à sa chanson préférée.

### Points attribués par l'Irlande
| 3 points | France Royaume-Uni |
| 2 points | Allemagne          |
| 1 point  | Belgique Suisse    |

### Points attribués à l'Irlande
| 10 points  | 9 points      | 8 points  | 7 points                 | 6 points |
| ---------- | ------------- | --------- | ------------------------ | -------- |
|            | - Belgique    |           |                          | - Suisse |
| 5 points   | 4 points      | 3 points  | 2 points                 | 1 point  |
| - Pays-Bas | - Royaume-Uni | - Espagne | - Allemagne - Luxembourg | - France |

Dana interprète All Kinds of Everything en 12e et dernière position, suivant l'Allemagne. Au terme du vote final, l'Irlande termine 1re sur 12 pays, recevant 32 points.